# Marie von Oriola

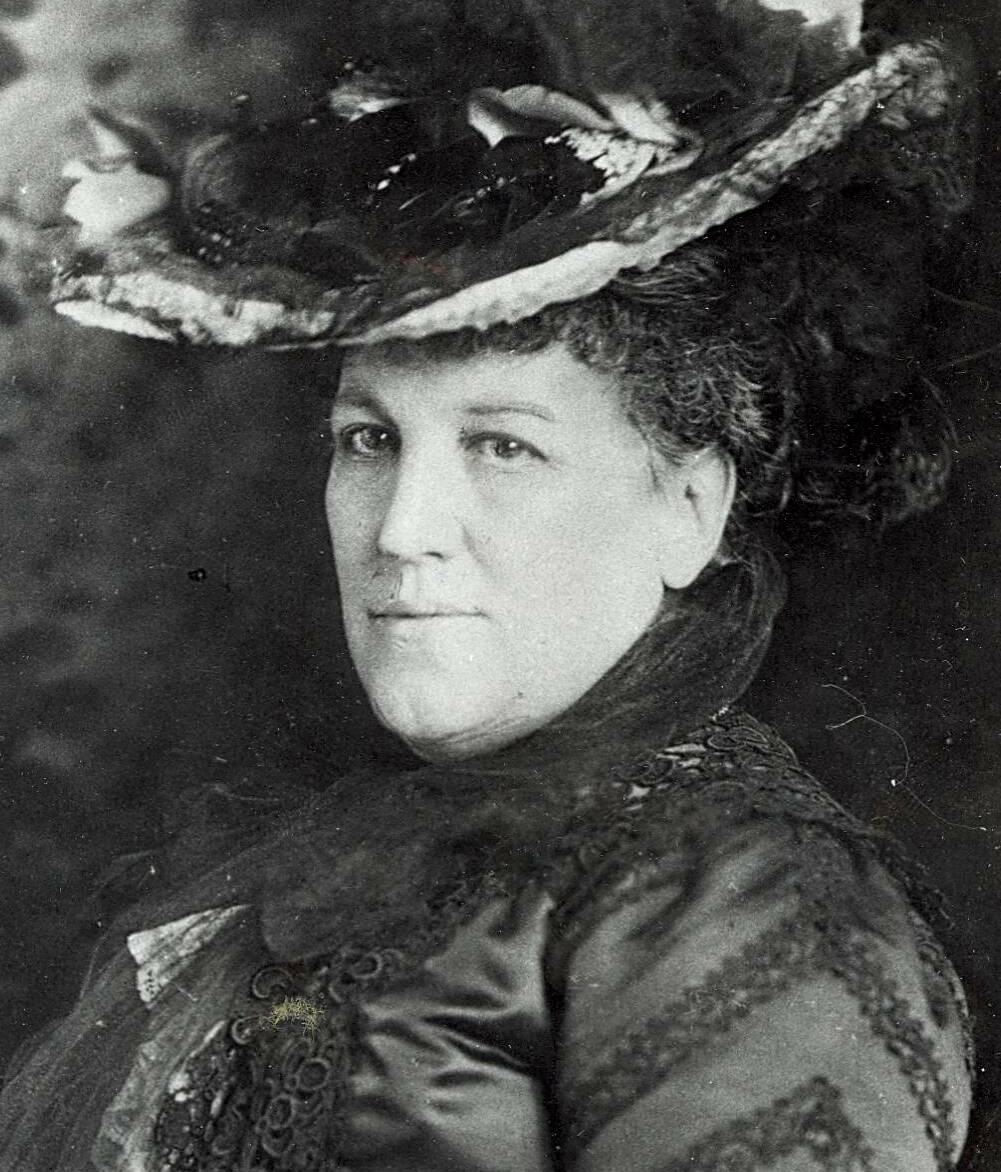
Marie von Oriola (1905)

Studienkopf, um 1897

Marie Gräfin von Oriola (* 18. April 1846 in New York als Marie Christ, verwitwete Marie Berna; † 30. Dezember 1915 in Büdesheim) war eine deutsche Amateurfotografin und Kunstförderin.

## Leben
Marie von Oriola wurde 1846 als Tochter von Georg Christ (1818–1873) und Henrietta Cordelia Christ, geb. Mortimer in New York geboren. Sie heiratete am 14. Juni 1864 den Rentier und Gutsbesitzer Georg Berna (1836–1865), nach dessen frühem Tod sie von ihm das herrschaftliche Anwesen der Freiherren von Edelsheim in Büdesheim erbte, das Berna 1860 erworben hatte. Am 18. Dezember 1880 heiratete Marie Berna in zweiter Ehe Waldemar von Oriola (1854–1910), einen Enkel des Dichterpaares Achim und Bettina von Arnim. (Bettina, eine geborene Brentano, war übrigens die Großtante von Maries erstem Ehemann.) Oriola ließ 1885 auf dem Gelände der Gutsanlage das Neue Schloss Büdesheim bauen.
Marie und Waldemar von Oriola standen im Austausch mit zahlreichen bekannten Persönlichkeiten und machten ihr Anwesen zu einem Treffpunkt für private und gesellschaftliche Anlässe. Zu ihren Gästen zählten unter anderem Kaiserin Victoria und die Pianistin Clara Schumann, mit der Marie von Oriola eine langjährige Brieffreundschaft pflegte. Marie von Oriola war als Kunstfreundin Mitglied im Verein der Berliner Künstlerinnen von 1867. Im April 1880 erteilte sie dem Maler Arnold Böcklin den Auftrag für ein Bild zum Andenken an ihren verstorbenen Ehemann Georg Berna. Er schuf daraufhin eine zweite Version seines berühmten Gemäldes Die Toteninsel (heute im Metropolitan Museum of Art, New York), von der er selbst sagte, sie lade ein, sich in diese Welt hineinzuträumen. Oriola hielt das Gemälde später in einer Fotografie fest, die ihre Gesellschafterin Mina von Rohde beim Geigenspiel auf Schloss Büdesheim zeigt.
1890 wurde Marie von Oriola in den Club der Amateurphotographen in Wien aufgenommen, ab 1895 engagierte sie sich außerdem in der Deutschen Gesellschaft von Freunden der Photographie in Berlin und in der Freien Photographischen Vereinigung zu Berlin. 1896 wurde sie auswärtiges Mitglied der Gesellschaft zur Förderung der Amateur-Photographie Hamburg. Marie von Oriola beteiligte sich mit ihren Werken seit Mitte der 1890er Jahre an verschiedenen Ausstellungen und gehörte zusammen mit Alma Lessing zu den Organisatoren der ersten Ausstellung von Amateurphotographien in Berlin 1896.

## Werk

Bildnis, um 1897

Marie von Oriola beschäftigte sich vorrangig mit der Porträtfotografie und ließ sich dabei von ihrer eingehenden Beschäftigung mit der Malerei des Barock leiten. Ihre Bilder sind von starken Hell-Dunkel-Kontrasten geprägt und zeigen oft Büsten von Frauen, die sich von einem schwarzen Hintergrund abheben. Als weiteres Stilmittel setzte sie in einigen Werken eine leichte Unschärfe ein. Die Amateurfotografiebewegung der Jahrhundertwende grenzte sich mit diesen Gestaltungsmitteln bewusst von der technisch perfekten Arbeitsweise der Berufsfotografen ab, deren Porträts als seelenlos empfunden wurden. Auch Marie von Oriola zielte mit ihren Bildnissen nicht zwingend auf die Darstellung einer bestimmten Persönlichkeit, sondern auf die Vermittlung von Stimmungen oder inneren seelischen Zuständen. In einem Artikel über die Fotografin würdigt die Autorin Hildegart Lehnert ihre „strenge, durchaus ernste“ Ausdrucksweise und zitiert sie zu ihren Zielen wie folgt: Sie gestalte ihr Werk „einfach und nicht gewollt, der Natur nachempfunden, das Gesehene individuell verarbeitend, und so wiedergebend, dass es die gewollte Stimmung wieder hervorruft.“

## Ehrungen
Seit 1916 existierte in Büdesheim eine von der evangelischen Kirche geleitete Marie-von-Oriola Stiftung, die 1967 aufgelöst wurde. Das verbleibende Stiftungsvermögen sollte zur Errichtung eines Schwesternhauses eingesetzt werden. Noch heute ist in Büdesheim eine Straße nach Oriola benannt.

## Ausstellungen
- 1896: Internationale Ausstellung für Amateur-Photographie, Reichstagsgebäude Berlin
- 1896: IV. Internationale Ausstellung von Amateur-Photographien, Hamburger Kunsthalle
- 1897: Sonder-Ausstellung von Amateur-Photographien aus Deutschland und Österreich, Sächsisch-Thüringische Industrie und Gewerbe-Ausstellung, Leipzig
- 1898: VI. Internationale Ausstellung von Amateur-Photographien, Hamburger Kunsthalle
- 1898: Salon de Photographie, V. Année, Galerie des Champs-Élysées, Paris
- 1899: VII. Internationale Ausstellung von Kunst-Photographien, Hamburger Kunsthalle
- 1899: Ausstellung für Künstlerische Photographie, Königliche Kunstakademie, Berlin
- 1900: VIII. Internationale Ausstellung von Kunst-Photographien, Kunstsalon Louis Bock & Sohn, Hamburg
- 1902: IX. Internationale Ausstellung von Kunst-Photographien, Hamburger Kunsthalle
- 1903: X. Internationale Jahresausstellung von Kunst-Photographien, Hamburger Kunsthalle, 1903
- 2023: Wiki Women 2. Wissen gemeinsam ergänzen, Museum für Kunst und Gewerbe Hamburg[12]